# Chen Qi
Dans ce nom chinois, le nom de famille, Chen, précède le nom personnel Qi.
Chen Qi (chinois simplifié : 陈玘, né le 15 avril 1984 à Nantong, Jiangsu) est un joueur de tennis de table chinois.

## Carrière
Il a remporté la médaille d'or en double masculin aux Jeux olympiques d'été de 2004 avec Ma Lin, et est le plus jeune de sexe masculin à occuper ce titre à l'âge de 20 ans. Originaire de Chine, Chen Qi a commencé à recevoir une formation dans la Nantong Spare-time Sports School en 1990 soit dès l'âge de 6 ans.
Il est devenu membre de l'équipe provinciale à l'âge de 12 ans. 
Chen Qi est devenu membre de l'équipe nationale de Chine à l'âge de 15 ans. De mars 2006 à janvier 2007, il était à la sixième place au classement mondial ITTF de la Fédération internationale de tennis de table (ITTF). En 2004 à l'ITTF Pro Tour à Kobe, au Japon, Chen Qi a remporté le titre en simple. Il avait été le finaliste à l'ITTF Pro Tour à Velenje (Slovénie), à Zagreb,au Qatar et à Koweït (Koweït), le tout en 2006. 
Dans les Pro Tour Grand Finals, il a atteint les quarts en 2003 à Canton, en Chine, en 2004, à Beijing, en Chine et en 2006 à Hong Kong.
En 2007, il devient champion du monde double en étant associé à Ma Lin. Chen Qi est reconnu comme l'un des meilleurs gauchers du circuit.
Il est double champion olympique de double en ayant triomphé lors des Jeux olympiques d'été de 2004 à Athènes et aux Jeux olympiques d'été de 2008 à Pékin.
C'est un attaquant rapide, classé no 16 mondial en 2013. 
Il quitte l'équipe nationale de Chine en même temps que Ma Lin et Wang Liqin, le 10 décembre 2013 sur une annonce officiel de Liu Guoliang qui disait que le retrait de Chen Qi, Ma Lin et Wang Liqin de l'équipe nationale de Chine était l'âge et qu'il était l'heure que la nouvelle génération prenne le relais.

## Palmarès
- 2003 Championnats de Chine - 2e équipe ; 3e doubles (avec Ma Lin)
- 2003  Open du Japon - 1er doubles
- 2004  ITTF Pro Tour 2004, Kobe, Japon, médaille d'or en simple
- 2004  Jeux olympiques de 2004 - Médaille d'or double messieurs (avec Ma Lin)
- 2007  Championnats du monde - Médaille d'or en double (avec Ma Lin)
- 2008  Jeux olympiques de 2008 - Médaille d'or pour le double par équipe messieurs (en tant que remplaçant)
- 2009  finaliste de la Coupe du monde
- 2010  Victoire en double avec Ma Long lors de l'Open d'Allemagne ITTF